# Morti nel 1980/Maggio
| Questa pagina contiene informazioni ricavate automaticamente dalle voci biografiche con l'ausilio del template Bio e di un bot. L'aggiornamento è periodico e automatico e ricostruisce completamente la pagina. Se manca una persona in questa lista, sei pregato di non aggiungerla, ma accertati piuttosto che la sua voce biografica contenga il template Bio e che i dati anagrafici siano correttamente compilati. Se il template Bio manca, inseriscilo tu stesso o, in alternativa, metti l'avviso {{tmp\|Bio}} che ne segnala la mancanza. Se i dati riportati sono sbagliati, correggi direttamente la voce biografica; le modifiche saranno visibili in questa lista entro pochi giorni. Per chiarimenti vedi il progetto biografie. La lista contiene solo le 99 persone che sono citate nell'enciclopedia e per le quali è stato implementato correttamente il template Bio. Pagina aggiornata al 3 mar 2024. |

- 1º maggio - Henry Levin, regista statunitense (n. 1909)
- 1º maggio - Giovanni Migliorini, calciatore italiano (n. 1931)
- 1º maggio - Gaetano Minnucci, ingegnere e architetto italiano (n. 1896)
- 2 maggio - Théophile Alajouanine, neurologo francese (n. 1890)
- 2 maggio - Alioune Diop, letterato e politico senegalese (n. 1910)
- 2 maggio - Luis Legaz Lacambra, giurista, filosofo e sociologo spagnolo (n. 1906)
- 2 maggio - André-Marie Mbida, politico camerunese (n. 1917)
- 2 maggio - George Pal, regista, produttore cinematografico e animatore ungherese (n. 1908)
- 4 maggio - Emanuele Basile, militare italiano (n. 1949)
- 4 maggio - Kay Hammond, attrice inglese (n. 1909)
- 4 maggio - Ernesto Pontieri, storico italiano (n. 1896)
- 4 maggio - Josip Broz Tito, politico, rivoluzionario e militare jugoslavo (n. 1892)
- 5 maggio - Romolo Landi, politico italiano (n. 1909)
- 6 maggio - Adele Kern, soprano tedesco (n. 1901)
- 6 maggio - Ortensio Pierantozzi, politico italiano (n. 1892)
- 7 maggio - Federico Cafiero, matematico italiano (n. 1914)
- 7 maggio - Margaret Cole, politica e scrittrice inglese (n. 1893)
- 7 maggio - Aoua Kéita, politica e scrittrice maliana (n. 1912)
- 7 maggio - Emilio Manazza, calciatore italiano (n. 1906)
- 8 maggio - Ricardo Rodríguez Álvarez, calciatore spagnolo (n. 1918)
- 8 maggio - Luigi Fenaroli, agronomo italiano (n. 1899)
- 8 maggio - John Head, allenatore di pallacanestro statunitense (n. 1915)
- 8 maggio - Chieko Higashiyama, attrice giapponese (n. 1890)
- 8 maggio - Farrokhroo Parsa, politica, attivista e medico iraniana (n. 1922)
- 8 maggio - Perdigão Queiroga, regista, produttore cinematografico e montatore portoghese (n. 1916)
- 9 maggio - Joseph Breitbach, scrittore tedesco (n. 1903)
- 9 maggio - Lucien Pasteur, calciatore svizzero (n. 1921)
- 10 maggio - Henri Crémieux, attore francese (n. 1896)
- 10 maggio - Emiel Faignaert, ciclista su strada belga (n. 1919)
- 10 maggio - Kálmán Konrád, calciatore e allenatore di calcio ungherese (n. 1896)
- 10 maggio - Leslie Copus Peltier, astronomo statunitense (n. 1900)
- 11 maggio - Kaarlo Mäkinen, lottatore finlandese (n. 1892)
- 11 maggio - Naji Shawkat, politico iracheno (n. 1893)
- 11 maggio - Ferruccio Stefenelli, militare e diplomatico italiano (n. 1898)
- 12 maggio - Alfredo Albanese, poliziotto italiano (n. 1947)
- 12 maggio - Edouard Bovy, calciatore svizzero (n. 1904)
- 12 maggio - Sergio Nannini, politico e agronomo italiano (n. 1906)
- 12 maggio - Bette Nesmith Graham, imprenditrice statunitense (n. 1924)
- 12 maggio - Lillian Roth, cantante e attrice statunitense (n. 1910)
- 13 maggio - Harry Farrell, calciatore statunitense (n. 1902)
- 13 maggio - Otto Umbehr, fotografo e fotoreporter tedesco (n. 1902)
- 13 maggio - Erich Zepler, fisico e compositore di scacchi tedesco (n. 1898)
- 14 maggio - Carl Ebert, attore, regista e direttore teatrale tedesco (n. 1887)
- 14 maggio - Hugh Griffith, attore gallese (n. 1912)
- 14 maggio - Julien Moineau, ciclista su strada francese (n. 1903)
- 14 maggio - Xiro Papas, attore e produttore cinematografico italiano (n. 1933)
- 14 maggio - Riccardo Walter, politico e partigiano italiano (n. 1895)
- 15 maggio - Lela Bliss, attrice statunitense (n. 1896)
- 15 maggio - Albertino Castellucci, politico italiano (n. 1910)
- 15 maggio - Jóhann Hafstein, politico islandese (n. 1915)
- 15 maggio - Len Lye, artista neozelandese (n. 1901)
- 15 maggio - Augusto Masetto, calciatore italiano (n. 1908)
- 15 maggio - Umberto Scarpelli, regista e sceneggiatore italiano (n. 1904)
- 15 maggio - Ian Scott, ciclista su strada britannico (n. 1915)
- 16 maggio - Izis Bidermanas, fotoreporter e fotografo lituano (n. 1911)
- 16 maggio - José Calvo, attore spagnolo (n. 1916)
- 16 maggio - Corrado Mingo, arcivescovo cattolico italiano (n. 1901)
- 16 maggio - Marin Preda, scrittore e poeta rumeno (n. 1922)
- 16 maggio - Secondo Roggero, allenatore di calcio e calciatore italiano (n. 1910)
- 17 maggio - Suzanne Amblard, tennista francese (n. 1896)
- 17 maggio - Ernst Blum, calciatore tedesco (n. 1904)
- 17 maggio - Piero Castello, calciatore italiano (n. 1907)
- 17 maggio - Gündüz Kılıç, allenatore di calcio e calciatore turco (n. 1918)
- 17 maggio - Amos du Plooy, rugbista a 15, allenatore di rugby a 15 e dirigente sportivo sudafricano (n. 1921)
- 18 maggio - Ian Curtis, cantautore britannico (n. 1956)
- 18 maggio - David Alexander Johnston, vulcanologo statunitense (n. 1949)
- 18 maggio - Giuseppe Sotgiu, avvocato, giurista e politico italiano (n. 1902)
- 19 maggio - Pino Amato, politico italiano (n. 1930)
- 19 maggio - Gustavo Le Paige, religioso e archeologo cileno (n. 1903)
- 19 maggio - Ray Rennahan, direttore della fotografia statunitense (n. 1896)
- 20 maggio - Vladimir Nikanorov, calciatore e hockeista su ghiaccio sovietico (n. 1917)
- 20 maggio - Mauro Reggiani, pittore italiano (n. 1897)
- 21 maggio - Hiroshi Inagaki, regista cinematografico giapponese (n. 1905)
- 21 maggio - Ida Kamińska, attrice cinematografica polacca (n. 1899)
- 21 maggio - Glenn Roberts, cestista statunitense (n. 1912)
- 21 maggio - Omar Sahnoun, calciatore francese (n. 1955)
- 22 maggio - Guido Cristoffanini, compositore di scacchi italiano (n. 1908)
- 22 maggio - Italo Fratezzi, allenatore di calcio e calciatore brasiliano (n. 1906)
- 22 maggio - Fernando Lancioni, allenatore di calcio e calciatore italiano (n. 1909)
- 23 maggio - Larysa Aleksandroŭskaja, soprano, regista teatrale e politica bielorussa (n. 1904)
- 23 maggio - Terry Furlow, cestista statunitense (n. 1954)
- 23 maggio - Carlo Lombardi, politico italiano (n. 1899)
- 24 maggio - Nino Costantini, calciatore italiano (n. 1921)
- 24 maggio - Kim Jae-gyu, militare e agente segreto sudcoreano (n. 1926)
- 24 maggio - Santos Moro Briz, vescovo cattolico spagnolo (n. 1888)
- 25 maggio - Marquardt Slevogt, hockeista su ghiaccio tedesco (n. 1909)
- 25 maggio - Carlo Striccoli, pittore italiano (n. 1897)
- 26 maggio - Emil Ochyra, schermidore polacco (n. 1936)
- 27 maggio - Feliks Efimovič Mironer, regista sovietico (n. 1927)
- 28 maggio - Henriette Lannes, mistica e scrittrice francese (n. 1899)
- 28 maggio - Rolf Nevanlinna, matematico finlandese (n. 1895)
- 28 maggio - Walter Tobagi, giornalista e scrittore italiano (n. 1947)
- 29 maggio - Albert Beckaert, ciclista su strada belga (n. 1910)
- 29 maggio - Ragnar Gustavsson, calciatore svedese (n. 1907)
- 30 maggio - László Kalmár, regista e sceneggiatore ungherese (n. 1900)
- 30 maggio - Carl Radle, bassista statunitense (n. 1942)
- 30 maggio - Tu Guangqi, regista e sceneggiatore cinese (n. 1914)
- 31 maggio - Sonny Burke, compositore, musicista e produttore discografico statunitense (n. 1914)
- 31 maggio - Juliusz Miller, calciatore polacco (n. 1895)